# Geschichte der Chemie
Die Geschichte der Chemie befasst sich mit der Geschichte der Erkenntnisse über Aufbau, Eigenschaften, Umwandlung und Produktion von chemischen Stoffen.
Zu Beginn der Neuzeit verband sich die antike chemische Praxis mit der über in arabischer Sprache schreibende Gelehrte nach Europa vermittelten mittelalterlichen Alchemie. Ab dem Ende des 18. Jahrhunderts entwickelte sich die Chemie zu einer exakten Naturwissenschaft, die dann im 19. Jahrhundert begann, eine enorme Fülle von praktisch verwertbaren Ergebnissen zu liefern, die zur Errichtung einer chemischen Industrie führte.
Die industrielle Anwendung der Chemie rief auch immer größere Umweltschäden hervor, was etwa ab 1970 zum Entstehen einer Umweltbewegung führte, die die chemische Industrie wie auch die Gesellschaft insgesamt zu nachhaltigem Handeln ohne Umweltverschmutzung zu bewegen sucht.
Die Chemie ist eine differenzierte Wissenschaft, die in ihren zahlreichen Sparten unterschiedlichste Forschungsziele hat und in chemischen Reaktionen eine Vielzahl von Technologien zur Umwandlung von Stoffen jeder Art nutzt.

## Die Wurzeln der Chemie

### Altertum
Etwa 1000 v. Chr. war in vielen Gebieten Vorderasiens, Ägyptens, Griechenlands die Metallgewinnung aus Erzen bekannt. Verwendung fanden Gold, Silber, Eisen (500 v. Chr. in Europa, 4000 v. Chr. in Ägypten), Kupfer (4000 v. Chr.), Zinn (Legierung mit Kupfer 3000 v. Chr.), Blei (500 v. Chr. verwendet für Wasserröhren, Schreibtafeln, Münzen, Kochgefäße in Rom), Quecksilber (300 v. Chr., Theophrast und Dioskorides, flüssiges Silber, Gewinnung aus Zinnober mittels Kupfer und Essig), ebenso Stoffe wie Schwefel, Salpeter oder Kohle. Die Metallnamen waren mit Wochentagen und Planeten verbunden.
Auch die Verfahren zur Herstellung von Ton (für die Töpferei), Steingut, Glas (1500 v. Chr., Ägypten, geblasenes Glas, Rom 30 v. Chr.) und Porzellan (China) waren bekannt.
Ferner waren Salben, Seifen, Öle, Milch und Quark, Wein, das Bierbrauen, Essig, das Papyri, die Lederherstellung und das Färben (Farbstoffe: Henna, Indigo, Krapprot, Safran; Pigmente: z. B. Mennige, Bleiweiß, Zinnober, Ocker, Blaustein, Grünspan, Bleiglanz, Arsen- und Antimonsulfid), ätherische Öle, Salze (Alaun, Kochsalz) (aus Verdunstung des Meerwassers, zur Konservierung von Nahrungsmitteln) bekannt.
Schwefeldämpfe (Schwefeldioxid, in Wasser Sulfite) wurden zum Räuchern, zum Reinigen von Stoffen, zur Konservierung von Wein, zur Zerstörung von Farbstoffen, zur Herstellung von Alaun verwendet.
Bei den Ägyptern, Griechen und Römern kannte man bereits verschiedene Arzneimittel wie Kupfervitriol (Kupfersulfat, Brechmittel), Alaun (zum Gurgeln), Eisenrost, Bleiglätte, Mohnextrakt, Bilsenkraut, Mandragorawurzel, Hyoscyamin, Skopolamin (zum Berauschen, Betäuben).
Die Chemie in der Antike unterschied sich von heutigen Herstellungsverfahren der technischen Chemie vor allem dadurch, dass diese Prozesse nicht sehr kompliziert waren und daher in vielen Kulturen praktiziert werden konnten.
Die Gewinnung von Metallen hatte in früherer Zeit erhebliche Bedeutung. Aus Metallen konnten – nach Vorgaben des menschlichen Geistes – Formen für Werkzeuge, Geräte des täglichen Bedarfs, Münzen, Rüstungen zunächst gedanklich, dann materiell erschaffen werden, die dann in erheblicher Weise das gesellschaftliche Leben beeinflussten. Die Idee – nach Platon die Weltseele – wandelt sich durch die Metallherstellung in Gegenstände um, die die Erfindung und das Werkzeug über den Tod des Erfinders hinaus überdauern können. Schon die Griechen übertrugen den Zustand des Gemeinwesens auf Metalle (Eisernes Zeitalter, Silbernes Zeitalter, Goldenes Zeitalter) und das Münzmetall (Gold, Silber, Eisen) konnte den Mitgliedern der Gesellschaft mehr Gleichheit (Münzmetall: Eisen in Sparta) ermöglichen oder besondere Leistungen und hohe Verdienste mit kostbaren Münzen (Münzmetalle: Gold, Silber) sanktionieren.
Viele griechische Philosophen glaubten an einen einzigen Urstoff der Welt.
Thales von Milet (Urstoff: Wasser), Anaximenes von Milet (Urstoff: Luft), Heraklit (Urstoff: Feuer). Empedokles von Agrigent sah die vier Urstoffe vereinigt: Erde, Wasser, Luft und Feuer. Er dachte sich einen Feuerstoff in der Luft (Grundlage der späteren Phlogiston-Theorie nach Stahl) und vermutete, dass sich die vier Urstoffe zufällig mischen, wobei Liebe und Streit zwischen den Urstoffen eine Rolle spielt. Alle Dinge der Welt entstehen aus der Mischung dieser vier Elemente. Empedokles vermutete auch, dass Luft aus Materie besteht und es kein Vakuum geben könne, da er das Prinzip einer Pipette untersucht hatte.
Demokritos von Abdera (Demokrit) und Leukippos glaubten an unteilbar kleinste Teilchen eines Stoffes, das sie Atom nannten.
Auch Platon und Aristoteles befassten sich mit Naturphilosophie.
Aristoteles glaubte an die vier Urelemente des Empedokles, er glaubte jedoch auch noch an vier Ureigenschaften (warm-kalt, trocken-feucht).
Jedes Element besitzt zwei Ureigenschaften (z. B. Wasser: feucht, kalt). Durch Austausch der Eigenschaften sollten sich Stoffe umwandeln können. Ein weiteres Urelement ergänzte Aristoteles – den Äther. Dieser Stoff sollte ewig und unwandelbar alles durchdringen, in allen Stoffen enthalten sein. Aristoteles erkannte auch, dass es eine Verwandtschaft der Metalle beim Schmelzen gibt, es kommt auf das richtige Mischungsverhältnis an. Er übertrug diese Gedanken auch auf Körpersäfte von erkrankten Menschen (siehe Humoralpathologie). Durch Pflanzensäfte oder Salze konnte der kranke Mensch möglicherweise gesunden, dies war die Basis für spätere heilkundliche Versuche (Galenos) und für spätere Arzneimittel. Alle irdischen Vorgänge sah Aristoteles als Widerspiegelung der himmlischen Vorgänge. Die Metallarten wurden später einzelnen Planeten zugeordnet.
Aus der Naturphilosophie entwickelte sich später die Alchemie. Die Alchemie verband in der Frühzeit Zauber und Mystik mit dem Verfahren der Metallumwandlung, chemisch-physikalischen Reinigungsverfahren, der Farbmittelherstellung.
Im Zeitalter des Hellenismus gewannen aufgrund der Expansion der Märkte Verfahren an Bedeutung, durch die billige Nachahmungen für teure Naturstoffe und andere Waren (Edelsteine, Purpur und andere Farbstoffe usw.) erzeugt werden konnten: synthetisches „Gold“, gefärbtes Glas, imitierte Perlen usw.
In Ägypten vermengten sich im 2. Jahrhundert n. Chr. Religion, Astrologie und Magie. In der religiösen Richtung der Gnosis, die eine andere Ausrichtung als das spätere Christentum gegenüber dem Übel auf der Welt (Theodizee) hatte, spielte die innere Erleuchtung durch Alchemie eine wichtige Rolle. In der Schöpfungsgeschichte der Gnostiker wurden chemische Begriffe wie Sublimation und Destillation (Vergeistigung) bzw. Mischungen (Läutern) benutzt. Erste ausführliche Zeichnungen und Beschreibungen vieler chemischer Prozesse in Ägypten um 400 n. Chr. stammen von Zosimus aus Panopolis. Auch ältere Quellen (z. B. von Bolos von Mendes 250–200 v. Chr.) sind bekannt.
Statt der vier Urelemente wurden in dieser Phase zwei Grundstoffe der Materie erdacht. Quecksilber und Schwefel. Der erstgenannte Stoff ist ein flüssiges Metall, das durch Einwirkung auf andere Metalle fest wird (Amalgamierung). Der zweite Stoff verbrennt leicht unter Flammenbildung, dabei entstehen Gase. Ferner wurde das Quecksilber und Arsen als männliches Prinzip, der Schwefel als weibliches Prinzip betrachtet.

### Mittelalter
Durch die Ausbreitung des Islams ging das alte griechische Wissen auf arabischsprachige Wissenschaftler über. Ein bedeutender islamischer Alchemist war beispielsweise Dschābir ibn Hayyān.
Die Theorien der Alchemisten ergaben sich in der Chemie im Mittelalter nicht nur aus ihren experimentellen Erfahrungen, sondern auch aus Lehren der Astrologie und einem Weltverständnis, das man heute als esoterisch bezeichnen würde, tatsächlich aber der frühe Versuch einer phänomenologischen Theorie im Rahmen der damaligen Axiomatik war.

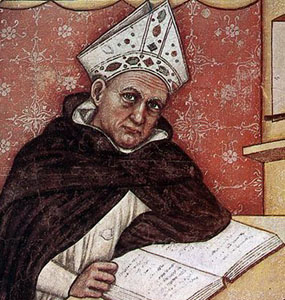
Albertus Magnus; Fresko (1352), Treviso, Italien

Ab dem 12. Jahrhundert brach – dank der Kontakte zu den arabischen Alchimisten – der „Alchimieboom“ über Europa herein: 1085 schrieb bzw. übersetzte Gerhard von Cremona in Toledo das unter anderem auf Rhazes beruhende „erste Chemiebuch“ Europas: „Das Buch der Alaune und Salze“, 1193–1280 forschte Albertus Magnus in Köln, und selbst der Kirchengelehrte Thomas von Aquin betrieb unter dem Rückgriff auf Aristoteles und die Bibel „studiae alchymicae“.
Das Ziel der Alchemie war es, aus unedlen Metallen mittels Transmutation Gold zu machen und beim Großen Werk über die eigene Läuterung zum Stein der Weisen zu finden. Die Alchemie war jedoch eingebunden in Naturerkenntnisse mit magischen, ganzheitlichen Bestrebungen, die Stoffe sowie die Seele des Experimentators in einen geläuterten Zustand zu überführen.

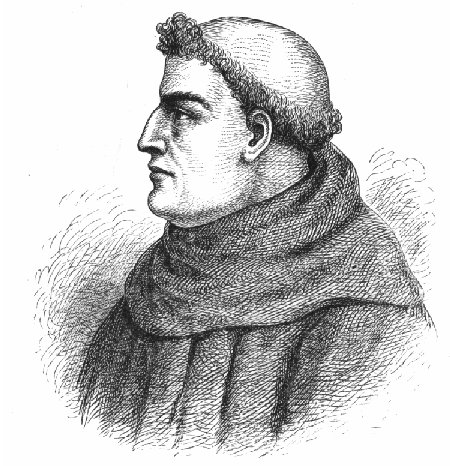
Roger Bacon

Roger Bacon (1210–1292) führte das Experiment als wichtigste Arbeitsmethode der Alchimisten ein („Sine experientia nihil sufficienter sciri potest“: Ohne Experiment kann nichts ausreichend gewusst werden), – die Waage jedoch blieb ein Gerät zur Abmessung der Ausgangssubstanzen. Erst bei Lavoisier – ab 1775 – wurde sie zum Mittel der messenden Erforschung.
Albertus Magnus war dennoch ein bedeutender Alchimist und Chemiker des Mittelalters, der sich als Dominikaner mit seinen Theorien jedoch innerhalb der von der Kirche vorgegebenen Grenzen bewegte. Er isolierte als erster das Element Arsen.

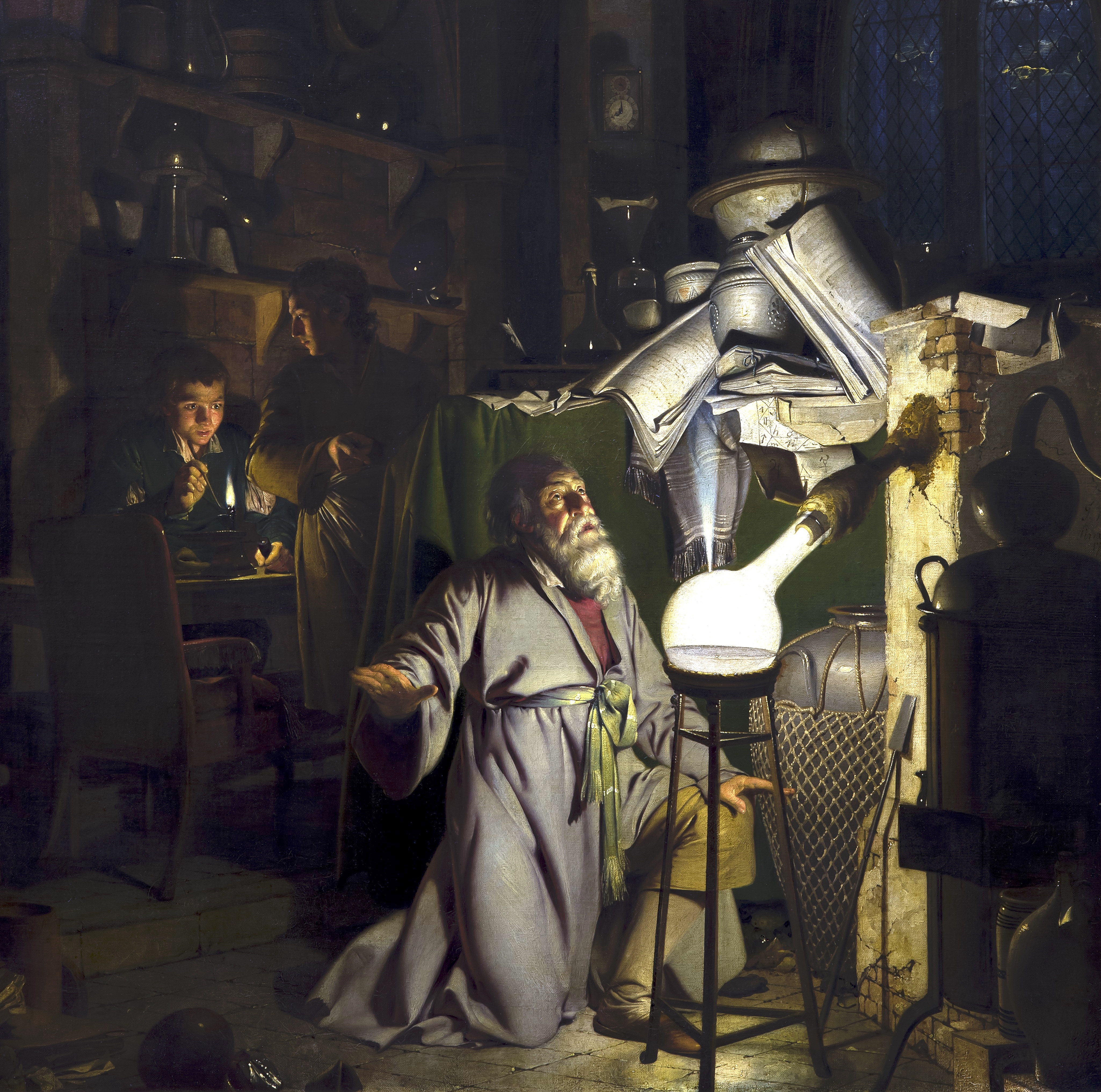
Der Alchemist sucht den Stein der Weisen von Joseph Wright of Derby, illustriert die Entdeckung des Phosphors durch Hennig Brand

Der Alchemist des Mittelalters war meist ein Geistlicher mit einer gewissen Bildung, erst im ausgehenden Mittelalter trat die Alchemie in breitere Schichten vor. Sie wurde im Allgemeinen akzeptiert und von hohen Fürsten und Geistlichen gefördert oder sogar selbst betrieben. Bedeutende Alchemisten waren z. B. Vannoccio Biringuccio, Paracelsus, Libavius, Basilius Valentinus, Johann Rudolph Glauber. Kritik richtete sich aber gegen Auswüchse und Betrügereien, so waren Erlasse wie die Bulle von Papst Johannes XXII. von 1317 nicht gegen die Alchemie gerichtet, sondern gegen betrügerische Alchemisten, im Fall der Bulle gegen Münzfälscher. Der Glaube an die Möglichkeit der Goldherstellung durch Alchemie oder die Möglichkeit eines lebensverlängernden Elixiers war weit verbreitet in allen Schichten. Martin Luther hat zwar zeitweise bei Tischreden gegen die Alchemisten und das Alchemysten Süple gelästert, die eigentliche Kunst fand er aufgrund des geistigen Hintergrunds bezüglich der Allegorien, Transmutationen und der Auferstehung der Toten am jüngsten Tage in lobenswerter Übereinstimmung mit dem Christentum.
Seit dem 11. Jahrhundert wurde in größerem Umfang Alkohol durch Destillation von Wein gewonnen. Im 13. Jahrhundert wurden Schwefelsäure (oder Vitriolsäure, Königssäure) sowie Salpetersäure (oder auch Scheidewasser) gewonnen. Für diese Wirtschaftsbereiche wurden auch Personen benötigt, die die Stoffe gewinnen konnten. Im 14. Jahrhundert stieg der Bedarf an Schießpulver, eine Mischung aus Schwefel, Salpeter und Holzkohle, für die aufkommenden Feuerwaffen. Grade die Schießpulverproduktion in Pulvermühlen erforderte eine gewisse Grundkenntnis über die einzusetzenden Chemikalien und Arbeitstechniken um gefahrloses Arbeiten zu ermöglichen.
Ab 1420 entstanden erste Papiermühlen am Rhein; der Bedarf an Papier steigerte sich bald durch die Erfindung des Buchdrucks durch Gutenberg.
Im Heiligen Römischen Reich Deutscher Nation waren um 1520 etwa 100.000 Menschen in der Bergbau- und Hüttenindustrie beschäftigt.
Wichtige Bücher erschienen nun auch über das Bergbau- und Hüttenwesen (z. B. von Georgius Agricola, Bermanus sive de re metallica (1530), De Re Metallica, libri XII(1546)).
Seit dem 14. Jahrhundert geriet die Alchemie in Misskredit, der Stein des Weisen wurde nicht gefunden und auch die Goldmacherei blieb erfolglos. Es folgten päpstliche Verbote der Alchemie und die Androhung der Exkommunikation.
Vom 16. bis zum 18. Jahrhundert beschäftigten die Fürsten mitunter Alchemisten. Trotz der geringen Zahl der Alchemisten gab es auch wichtige Entdeckungen. 1669 entdeckte Hennig Brand, ein deutscher Apotheker und Alchemist, auf der Suche nach dem Stein der Weisen beim Destillieren von Urin und Glühen des Rückstandes das chemische Element Phosphor. Der Alchemist und Chemiker Johann Friedrich Böttger fand zusammen mit Ehrenfried Walther von Tschirnhaus 1708 sogar das europäische Pendant des chinesischen Porzellans, doch der „Stein der Weisen“ blieb Phantasie.

## Die Anfänge einer systematischen praktischen Chemie
Die gesellschaftlichen Änderungen im Zeitalter der Renaissance: die Erfindung des Buchdruckes durch Gutenberg (1450), die Entdeckung Amerikas (1492), die Reformation durch Martin Luther brachten auch in der Alchemie Neuerungen.
Bedeutsame Alchemisten dieser Zeit waren Paracelsus (1493–1541), Faust (1480–1540), Vanoccio Biringucci (1480–1539) und Georgius Agricola (1494–1555). Die Bücher der Alchemisten verbreiterten die exakten Kenntnisse in der alchemistischen Anwendung.

### Metallurgie
Bereits um 1500 gab es erste Schriften zur Metallgewinnung in Deutschland.
Vannoccio Biringuccio schrieb 1540 das Werk Pirotechnica und gab damit einen umfangreichen Überblick über Metallkunde, Waffenproduktion und Maschinen.

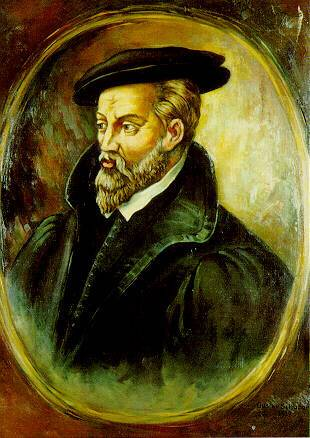
Georgius Agricola

Im 16. Jahrhundert schrieb der sächsische Gelehrte Georgius Agricola sein zwölfbändiges Werk über Metallurgie, De re metallica libri XII (Basel 1556), deren Band sieben für lange Zeit ein Standardwerk für die frühe Analytische Chemie, das heißt für Nachweisreaktionen und zum Prüfen von Metallen, wurde.
Einige Abschnitte aus seinem Werk basierten auf dem Werk Pirotechnica von Vannoccio Biringuccio. Erstmals wurden in dem Werk Metalle wie Wismut und Zink beschrieben. Es wurden für diese Metalle jedoch noch andere Namen verwendet (Kobelt oder Cadmia metallica); erst 1617 wurde in Löhneyss Werk (Das Buch vom Bergwerk) das Wort Zink verwendet. De re metallica stellt die erste umfassende und systematische Zusammenstellung des metallurgischen Wissens der frühen Neuzeit dar. Sie enthält zudem eine Zusammenfassung des damaligen Wissens aus der Probierkunst zur Analyse von Metallerzen und -Legierungen.

### Arzneiherstellung
Neben der Metallurgie war im 16. Jahrhundert die Pharmazie in der praktischen Chemie von besonderer Bedeutung. Der schweizerisch-österreichische Arzt und Naturwissenschaftler Paracelsus (geboren 1493/94, gestorben 1541) begründete die chemische Forschung zur Bekämpfung von Krankheiten (Iatrochemie). Er versuchte die Lebensvorgänge chemisch zu deuten und die Chemie in den Dienst der Medizin zu stellen. Seiner Überzeugung nach, kommen Krankheiten von außen und können daher mit chemischen Stoffen von außen behandelt werden.
Paracelsus beschrieb auch Vergiftungserscheinungen durch schädliche Stoffe (Bleisalze) und gilt daher als Mitbegründer der Toxikologie. Er hat auch das Wort Alkohol erstmals eingeführt und die Notwendigkeit der Isolierung von Heilbestandteilen aus Pflanzen (quintia essentia) angeregt.
Paracelsus wendete jedoch auch giftige Stoffe zur Bekämpfung von Krankheiten an, da er hoffte, dass die richtige Dosis eines Stoffes ausschlaggebend für die Gesundung sei.
Seine Heilkunde wurde jedoch von vielen Kritikern bekämpft, die Antimonpräparate von Paracelsus wurden im Jahre 1566 durch einen Parlamentsbeschluss in Frankreich verboten.
Viele spätere Alchemisten waren jedoch Anhänger der Lehre von Paracelsus, so Johann Baptista van Helmont, Andreas Libavius, Johannes Hartmann. Letzterer erhielt 1609 erstmals einen Lehrstuhl für Iatrochemie in Marburg.
Im Laufe der Zeit wurden besonders im Bereich der Arzneiherstellung viele Apparate und Verfahren entwickelt, die man teilweise bis heute in chemischen Laboratorien nutzt: Mörser zum Zerkleinern, Glaskolben, Retorten, Spatel, genaue Waagen, Destillationsapparate usw.

## Der Beginn des messenden Forschens und frühe Theorien

### Von Glauber bis Lavoisier

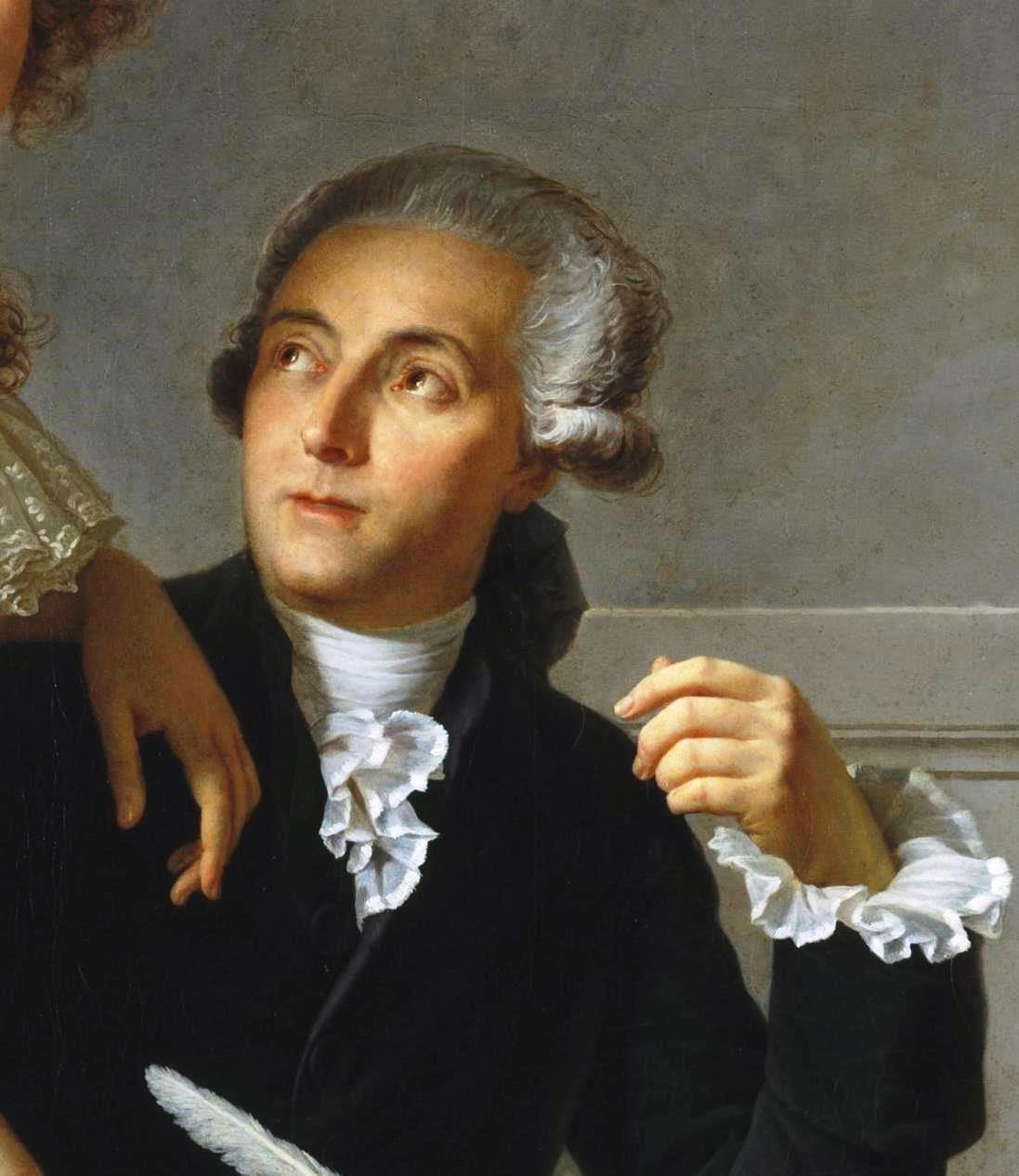
Antoine Laurent de Lavoisier

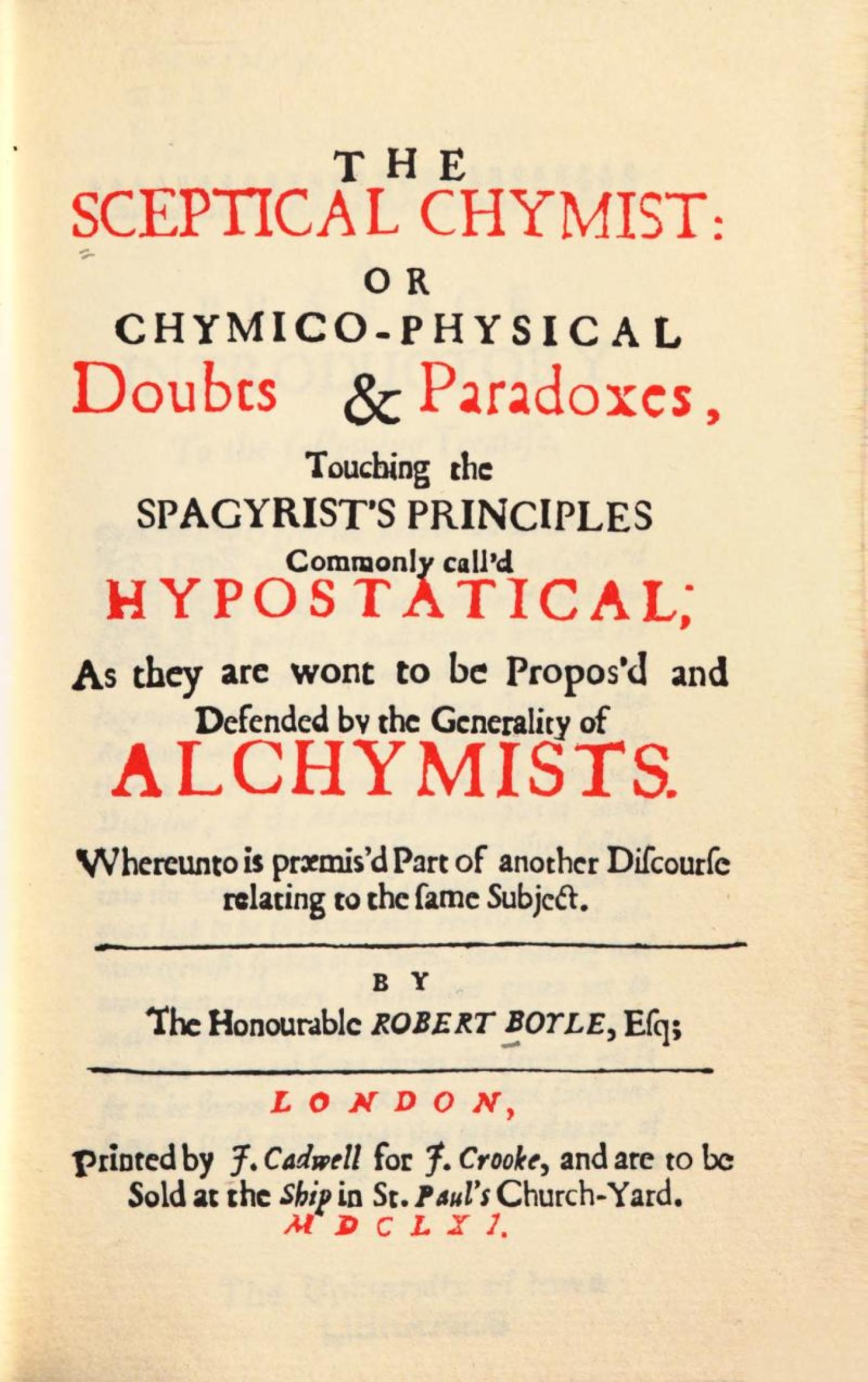
Titelblatt von Boyles The Sceptical Chymist (1661)

Die Zeit der Renaissance brachte Chemiker hervor, die sich nicht auf den blinden Glauben an alte Autoritäten verließen, sondern eigenständig Ideen entwickelten.
Die Entwicklung der Buchführung in Italien führte zu einem verstärkten Handel und zu einer besseren Zugänglichkeit von Waren und Rohstoffen, dies verbesserte auch die Möglichkeiten für Chemiker. Ein erster Chemiker in Deutschland, der von fürstlichen Zuwendungen unabhängig war und Forschung und eine kleinere eigenständige chemische Produktion vereinen konnte, war Johann Rudolph Glauber (1604–1670).
Frühere Wissenschaftler, auch Alchemisten, waren Gelehrte, deren Fundamente in den alten Sprachen und der Religion lagen. Nur behutsam – und manchmal auch in Angst vor theologischen Folgen – setzten sich neue Theorien und neue Erkenntnisse in der Wissenschaft durch.
Die Zahl der von Fürsten bezahlten Gelehrten war zwischen dem 17. und 18. Jahrhundert in Europa noch sehr gering. In England interessierten sich einige begüterte Adlige für die Chemie.
Der englische Adlige Robert Boyle (1626–1691), der die Verschiedenartigkeit der Stoffe und ihre Umwandlungen in andere Stoffe untersuchte, kritisierte 1661 in seiner einflussreichen Schrift The Sceptical Chymist den Begriff der Elemente in der Alchemie und bereitete den modernen Begriff vor: ein chemisches Element ist ein im Experiment nicht weiter zerlegbarer Stoff. Boyle erkannte, dass beim Atmen sowie beim Erhitzen von Metallen mit Feuer ein Teil der Luft verbraucht wird und dass das Metall dabei schwerer wird. Boyle war Mitbegründer der Royal Society.
Georg Ernst Stahl stellte 1697 die Phlogistontheorie auf, um die Prozesse bei der Verbrennung, der Gärung, der Verwesung, Oxidation und Reduktion zu beschreiben. Viele bedeutende Chemiker zwischen 1700 und 1787 glaubten an die Phlogistontheorie, darunter Joseph Black, Henry Cavendish, Joseph Priestley, Carl Wilhelm Scheele, Andreas Sigismund Marggraf, Lorenz Friedrich von Crell und Anders Jahan Retzius.
Fast hundert Jahre wurde an dieser Theorie festgehalten, bis Antoine Laurent de Lavoisier und andere die Oxidation aufklärten. Durch den Ersatz der Phlogistontheorie durch die Oxidationstheorie wurde die Brücke zur Theologie (dem Glaube über Körper, Seele, Feuer) erschüttert.
Die Phlogistontheorie musste aufgegeben werden, als Antoine Laurent de Lavoisier, bei den Experimenten unterstützt von seiner Ehefrau Marie, die zu den ersten bedeutenden Chemikerinnen zählte, gegen Ende des 18. Jahrhunderts durch genaue Verfolgung von Verbrennungsprozessen durch Wägungen nachwies, dass die Theorie nicht stimmt. Er schuf stattdessen die Theorie der Oxidation und die Grundlage zur weiteren Entdeckung der Grundgesetze der Chemie.
Erstmals wurde der Verbrennungsprozess erklärt durch Aufnahme von Sauerstoff (französisch Oxygène) aus der Luft. Lavoisier und andere gaben auch die ersten reinen Elemente an und stellten sie experimentell dar: Sauerstoff (1771/1772 von Carl Wilhelm Scheele und Joseph Priestley entdeckt), Kohlenstoff, Wasserstoff, Schwefel, Phosphor, eine Vielzahl von Metallen. Lavoisier konnte zeigen, dass Wasserstoff und Sauerstoff sich zu Wasser vereinigen. Wasser war also nicht, wie lange die allgemeine Überzeugung war, ein chemisches Element, sondern ein zusammengesetzter Stoff. Säuren wurden als nichtmetallische Stoffe mit Sauerstoff betrachtet. Weiterhin formulierte Lavoisier das Massenerhaltungsgesetz bei chemischen Reaktionen: Bei stofflichen Umsetzungen wird keine Masse erzeugt oder vernichtet. Er schuf eine neue chemische Nomenklatur, die sich rasch verbreitete. Alte und schwer verständliche chemische Bezeichnungen wurden durch moderne Bezeichnungen ersetzt (z. B. Schwefelleber durch Kaliumpolysulfid).
Die Erkenntnisse von Lavoisier gelten als bedeutende Meilensteine in der Chemiegeschichte (erste chemische Revolution), nun konnten Stoffverbindungen auf die verschiedenen Elemente untersucht werden. Man musste also die Elemente in einer Stoffverbindung auffinden und den Anteil jedes Elementes einer Stoffverbindung mit einer Waage bestimmen. Verdienste um die Chemie der Arzneimittel erwarb sich im 18. Jahrhundert unter anderem Friedrich Hoffmann, der auch durch seine „Hoffmannstropfen“ bekannt wurde.
In der Folgezeit führten die quantitativen Bestimmungen von Reaktionen zum Gesetz der konstanten Proportionen (Joseph-Louis Proust, 1794) und die Vorschläge des schwedischen Chemikers Jöns Jakob Berzelius zur Entwicklung einer international verständlichen Symbolschreibweise für chemische Verbindungen (Summenformeln und Strukturformeln) und der Erfindung des Reagenzglases.

### Von Dalton bis Mendelejew

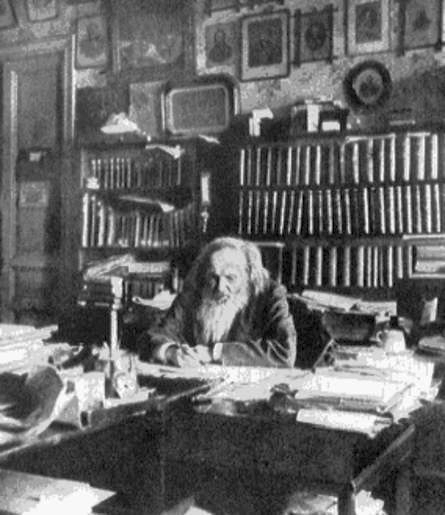
Dmitri Iwanowitsch Mendelejew

Der englische Naturforscher John Dalton legte 1808 mit seinem Buch A new System of Chemical Philosophy den Grund für eine moderne Atomtheorie. Er beschrieb die Elemente und deren kleinste unteilbare Einheit, das Atom, durch eine Gewichtsangabe. John Dalton hat eine erste Tabelle über Atomgewichte von Elementen (1805) erarbeitet.
Joseph Louis Gay-Lussac hat über die Bestimmung der Dampfdichte erste Atom-(Molekular-)gewichtsbestimmungen von organischen Gasen vornehmen können. Auch erste Methoden für die organische Elementaranalyse sowie für die quantitativen Analyse von Stoffen durch Titration wurden von ihm entwickelt.
Zusammen mit Alexander von Humboldt fand Gay-Lussac bei der Zersetzung von Wasser durch Strom Gasvolumina von Wasserstoff und Sauerstoff von 2:1. Die beiden Gase ließen sich auch genau in diesem Verhältnis wieder zu Wasser vereinigen.
Durch eine Voltasche Säule konnte Humphry Davy mittels einer Schmelzflusselektrolyse Natrium und Kalium (1807) als neue chemische Elemente gewinnen. Davy hat auch bewiesen, dass Salzsäure keinen Sauerstoff enthält und daher die Anwesenheit von Sauerstoff kein Charakteristikum von Säuren ist. Später formulierte Justus von Liebig den Wasserstoff als Basis für die Säureeigenschaft.
Jöns Jakob Berzelius hatte eine Methode zur Bestimmung der Atomgewichte von Metallatomen in Salzen ausgearbeitet. Dabei stützte er sich auf Vorarbeiten von Jeremias Benjamin Richter. Durch Fällungen und Wägungen von Salzen konnte Berzelius für etwa 40 Elemente deren Atomgewichte bestimmen. Berzelius bezeichnete Atome mit den heute in Formeln gebräuchlichen ein oder zwei Buchstaben der entsprechenden lateinischen Worte (z. B. H für Hydrogenium, Fe für Ferrum).
Berzelius hat auch eine erste Theorie zur Gestalt von Atomen nach Versuchen mit der Voltaschen Säule vorgelegt. Dabei nahm er an, dass Atome immer aus einem positiven und einem negativen Ladungsteil zusammengesetzt sein müssten.
Unklarheit herrschte lange Zeit noch über das Atom und das Äquivalentgewicht. Dalton gab in seiner Atomgewichtstabelle Ethanol noch als Atom an.
Erst viel später wurde nach Überlegungen zum Äquivalentbegriff eine Unterscheidung zwischen Atom und Molekül gemacht.
Amedeo Avogadro stellte 1811 die These auf, dass gleiche Volumina eines beliebigen Gases gleich viele Teilchen enthalten. Aus dieser lange vergessenen Formulierung konnten Auguste Laurent und Charles Frédéric Gerhardt durch Gasdichtebestimmungen von organischen Stoffen die Molekulargewichte angeben.
Die exakte Formulierung der Unterscheidung zwischen Atom und Molekül erfolgte jedoch erst 1858 durch Stanislao Cannizzaro.
1869 zeigten der russische Chemiker Dmitri Mendelejew und der deutsche Arzt und Chemiker Lothar Meyer, dass sich die Eigenschaften von Elementen periodisch wiederholen, wenn man sie nach steigender Atommasse anordnet – Periodensystem. Mit ihrer Theorie konnten sie die Eigenschaften noch unbekannter Elemente korrekt vorhersagen.

### Liebig, Wöhler, Dumas und die organische Chemie

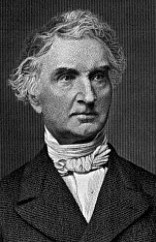
Justus von Liebig

Justus von Liebig hatte bei Gay-Lussac studiert, später wurde er Professor für Chemie in Gießen und in München. Justus von Liebig begründete das Chemiestudium in Deutschland mit Lehrveranstaltungen und Praktikumskursen. Er war ein Wegbereiter für das Interesse an moderner Chemie in Deutschland. Bedeutenden Einfluss auf Chemieinteressierte in Deutschland hatte er auch als Herausgeber der Zeitschrift Annalen der Pharmazie, später umbenannt in Liebigs Annalen.
Liebig verbesserte das Verfahren der Elementaranalyse, so dass für organische Verbindungen in kurzer Zeit deren elementare Zusammensetzung angegeben werden konnte.
Von vielen organischen Stoffen (Chloroform, Chloral, Benzoesäure) konnte er so erstmals deren Summenformel angeben.
Er gilt als Pionier der Agrarchemie. Liebig war bekannt, dass das Kohlendioxid über die Luft in die Pflanzen gelangt. Aufgrund von Ascheanalysen von Pflanzenmaterial stellte er fest, dass dem Boden laufend Kalium, Phosphor und Stickstoff entzogen wurden. Er setzte sich für die Verwendung von natürlichem Dünger und mineralischem, künstlich hergestelltem Dünger ein, um nachhaltig hohe landwirtschaftliche Erträge zu erreichen.
Liebig und Friedrich Wöhler entdeckten die Isomerie. Bislang hatten die Chemiker vermutet, dass bei einer identischen Elementaranalyse der Stoff auch identisch sein sollte. Durch Analyse von Silbercyanaten konnten Wöhler und Liebig zeigen, dass eine identische Elementaranalyse auch bei zwei chemisch unterschiedlichen Stoffen möglich ist.
Wöhler konnte auch als erster aus einer anorganischen Verbindung, dem Ammoniumcyanat, durch Erhitzen den organischen Harnstoff herstellen. Damit wurde die Theorie von Berzelius, der annahm, dass organische Stoffe nur von einem lebenden Organismus erzeugt werden können, falsifiziert. Diese Stoffsynthese machte Wöhler zum Begründer der organischen Chemie.
Jean Baptiste Dumas (1800–1884) entdeckte eine weitere organische Reaktion, die Substitution, die nicht mit der Radikaltheorie von Berzelius vereinbar war. Nach Berzelius konnte auch in einem organischen Molekül nur ein elektropositives Teilchen durch ein anderes elektropositives Teilchen in einem Molekül verdrängt werden. Dumas hatte gefunden, dass das elektropositive Wasserstoffatom in der Essigsäure durch das elektronegative Chloratom ersetzt werden konnte. Die Verschiedenartigkeit bei Reaktionen zwischen anorganischen und organischen Stoffen führte in der Folge zu einer verstärkten Aufklärung von Reaktionen in der organischen Chemie.

### Chemische Entdeckungen im 19. Jahrhundert

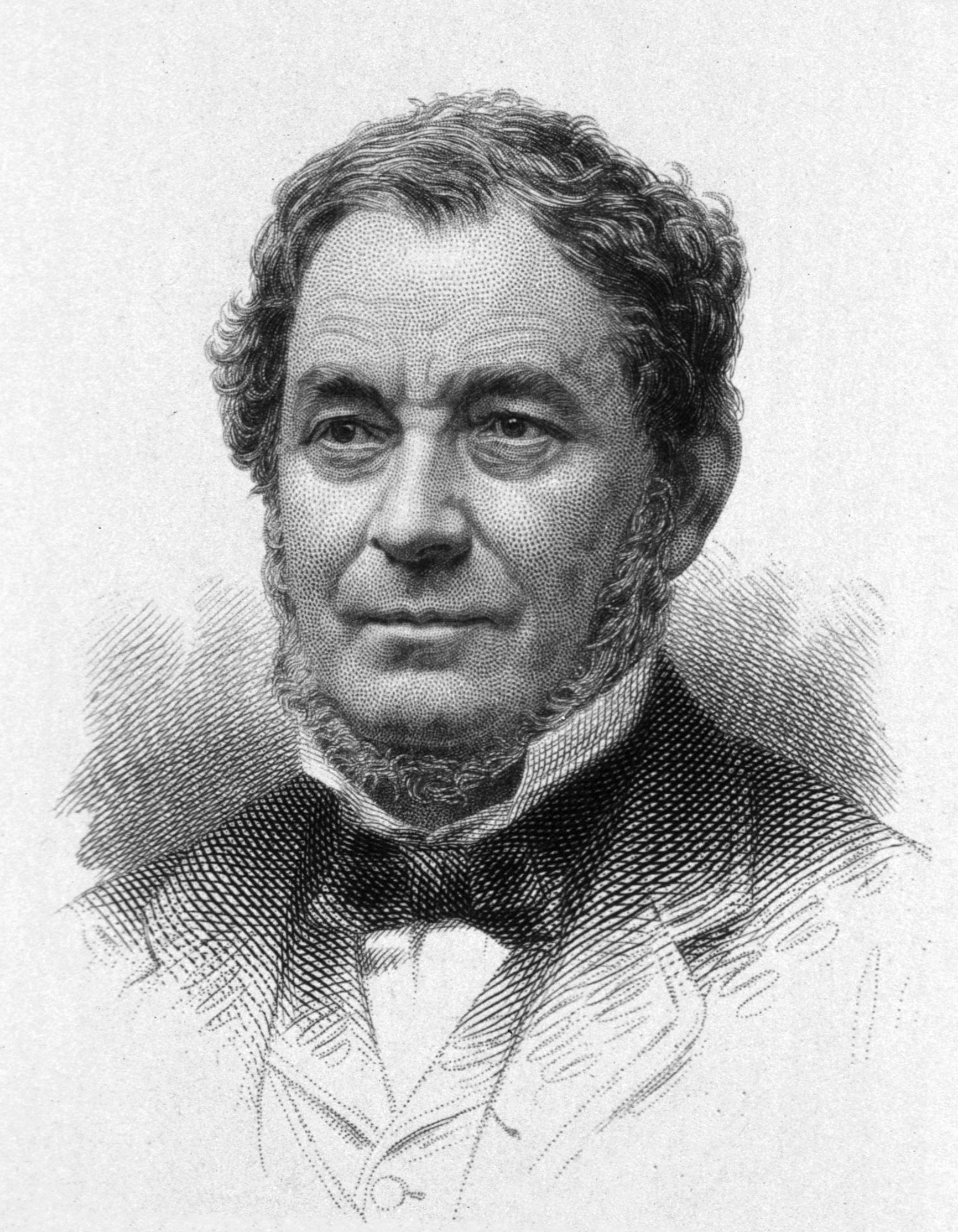
Robert Bunsen

Der Chemiker Robert Bunsen entwickelte zusammen mit Gustav Robert Kirchhoff um 1859 die Spektralanalyse. Mit dieser analytischen Methode konnten anhand des sehr charakteristischen Spektrums viele neue chemische Elemente entdeckt oder in Mineralproben nachgewiesen werden.
Bunsen entwickelte auch eine erste preiswerte Batterie, die bis zur Entwicklung des Elektrodynamos durch Werner von Siemens die wichtigste Art der Stromerzeugung blieb.
Hermann Kolbe erkannte das Kohlendioxid bzw. die Kohlensäure als Grundbaustein von vielen organischen Verbindungen. Durch Ersatz einer Hydroxygruppe der Kohlensäure durch Wasserstoff oder Alkylreste entstehen Carbonsäuren, durch den Ersatz zweier Hydroxygruppen entstehen Ketone oder Aldehyde. Kolbe entwickelte auch eine Synthese von Salicylsäure.
August Wilhelm von Hofmann analysierte Produkte des Steinkohleteers und ermittelte die Summenformel von Anilin, dem Ausgangsprodukt vieler späterer synthetischer Farbstoffe. Auch eine synthetische Methode zur Darstellung von Anilin aus Benzol wurde von ihm entwickelt. Der Schüler von Hofmanns, William Henry Perkin, entwickelte den ersten synthetischen Farbstoff, das Mauvein.
Noch in der ersten Hälfte des 19. Jahrhunderts wurde unter anderem die Atomtheorie ausgebaut, die Valenzlehre begründet und die Forschung zur Stereochemie und Kolloidchemie begonnen. Friedrich August Kekulé von Stradonitz (1829–1896) erkannte, dass das Kohlenstoffatom vier Bindungsvalenzen zu Nachbaratomen aufwies. Chemische Strukturformeln fanden nun Eingang in die Chemie, für die Planung von Synthesen und Analysen von organischen Verbindungen war dieses Wissen sehr wichtig. Besonders bedeutsam war auch Kekulés Strukturaufklärung von Benzol. 1865 hatte er erkannt, dass der Benzolring die Grundlage für die Konstitution der aromatischen Verbindungen darstellt.
Aufgrund der Kenntnis von chemischen Strukturen entwickelte der Chemiker Adolf von Baeyer Synthesen der Farbstoffe Indigo und Phenolphthalein.
Industriechemiker wie Heinrich von Brunck setzten die Entdeckungen der Chemiker in der Großindustrie um. Wirtschaftlich wichtige Industrieproduktionen waren die Herstellung von Indigo, Kalziumcyanamid, das Kontaktverfahren zur Gewinnung von Schwefelsäure nach Rudolf Knietsch, die elektrolytische Darstellung von Chlor und Natronlauge.
Eugène Chevreul untersuchte die Fette und Fettsäuren, Emil Fischer klärte die Strukturen von Zuckern und Kohlenhydraten, Aminosäuren und Peptiden auf.
In der chemischen Forschung zur Gesundheitsverbesserung ragten Arbeiten von Louis Pasteur, die Untersuchungen zur Gärung und die Abtötung von mikrobiellen Krankheitserregern durch Kochen (Pasteurisieren); Paul Ehrlich, die Entdeckung von Färbereagenzien in der Medizin (z. B. Methylenblau zur Anfärbung von Zellkernen und Mikroorganismen und die Diazoreaktion im Harn bei Typhuserkrankungen) sowie der Entdeckung des Salvarsans, Hermann Kolbes Synthese der Salicylsäure (deren acetylierter Abkömmling Acetylsalicylsäure später als „Aspirin“ breite Anwendung fand), Emil Fischers Synthese von Veronal heraus.
Physikalische Methoden erlangten in der Chemie größere Bedeutung. Thomas Graham untersuchte Diffusionsvorgänge bei Gasen und Flüssigkeiten, Jacobus Henricus van ’t Hoff, Svante Arrhenius und Wilhelm Ostwald entdeckten um 1887 die (elektrolytische) Dissoziation von Salzen und Säuren in Wasser. Diese Entdeckungen förderten die Entwicklung in der Elektrochemie und Titrimetrie, pH-Indikation.
Auch die Forschung nach Katalysatoren wurde zu einem wichtigen Teilbereich der physikalischen Chemie;, der besonders wichtige Eisen-Katalysator zur Ammoniaksynthese wurde von Fritz Haber entdeckt, Wilhelm Ostwald entdeckte den Platinkatalysator für die Salpetersäureherstellung nach dem Ostwaldverfahren.

## Die chemische Industrie bis zum Ersten Weltkrieg

### Farbenchemie
Mit der Synthese von Alizarin 1869, dem bis dahin aus großflächig angebautem Färberkrapp gewonnenen roten Farbstoff, durch Carl Graebe und Carl Liebermann begann der Siegeszug synthetischer Farbstoffe und der Niedergang des Anbaus von Pflanzen zur Farbstoffgewinnung. Rotes Fuchsin, erstmals synthetisiert 1858, bildete die wirtschaftliche Basis für die späteren Farbwerke Hoechst AG. Als weiterer wichtiger synthetischer Farbstoff folgte unter anderem Indigo, synthetisiert 1878 von Adolf von Baeyer.
Bis zum Ersten Weltkrieg war Deutschland führend insbesondere in der Farbstoffchemie. Es verlor seine Vormachtstellung, da die Patente und Markenzeichen während des Ersten Weltkriegs in den Ländern der Kriegsgegner enteignet wurden und dort eine eigene chemische Industrie nach Wegfall von Deutschland als Handelspartner aufgebaut wurde. Durch den Friedensvertrag von Versailles gab es außerdem Handelsrestriktionen.
In dieser Zeit war die Arzneimittelentwicklung eng mit den Farbstoffwerken verbunden und in Deutschland sehr erfolgreich. Ein Verkaufsschlager über viele Jahre war das von der Firma Hoechst seit 1910 vertriebene Salvarsan®, entwickelt von Paul Ehrlich und Sahachiro Hata.

### Elektrochemie
Mit der revolutionären Idee, chemische Elemente lägen in Lösung in Form von elektrisch geladenen Ionen vor, legte der englische Physiker und Chemiker Michael Faraday die Grundlage für die Elektrochemie und formulierte 1832 seine Theorie der Elektrolyse in seinen Faradayschen Gesetzen.
In der zweiten Hälfte des 19. Jahrhunderts wurden an vielen Stellen, wo Elektrizität durch billige Wasserkraft reichlich zur Verfügung stand, elektrochemische Werke errichtet. Ein Beispiel dafür ist die Wacker-Chemie im bayerischen Burghausen.
Damit wurde die großtechnische Herstellung von Aluminium, Magnesium, Natrium, Kalium, Silicium, Chlor, Calciumcarbid usw. ermöglicht, was zu weiteren Impulsen zur Errichtung von großen Chemiewerken führte (vgl. unter Chemie in der Neuzeit).

### Sprengstoffe und Düngemittel
Die großtechnische Einführung des Haber-Bosch-Verfahrens zur katalytischen Gewinnung von Ammoniak aus Luftstickstoff im Jahre 1910 sowie anderer Redoxreaktionen hatte nicht nur eine große wissenschaftliche sowie wirtschaftliche, sondern auch eine enorme strategische Bedeutung. Damit war die Herstellung der für die Produktion von Sprengstoffen, Düngemitteln und Farbstoffen unerlässlichen Salpetersäure in Deutschland möglich, ohne auf Salpeterimporte aus Übersee angewiesen zu sein.

### Die Modifizierung von Naturstoffen
Etwa seit Mitte des 19. Jahrhunderts hatten Chemiker begonnen, Naturstoffe durch chemische Prozesse abzuwandeln, um so kostengünstige Werkstoffe als Ersatz für teure zu gewinnen. Vor allem wird Zellulose modifiziert: Es entsteht zunächst Nitrozellulose, die in Form von Zelluloid Fischbein von Bartenwalen ersetzt und als Zellseide eine billige, wenn auch extrem feuergefährliche Alternative zu Naturseide bot. Weitere Entwicklungen führen zu weniger gefährlichen Zelluloseprodukten, z. B. Viskose. 1897 wird aus Milcheiweiß als Ersatz für Horn der Stoff Galalith erzeugt.
Viele dieser Entwicklungen jener Zeit fanden in Deutschland statt.

## Chemie im Ersten Weltkrieg
Besonders auf deutscher Seite übte der Krieg einen großen Einfluss auf die Entwicklung der Chemie und der chemischen Industrie aus. Zum einen verloren deutsche Unternehmen (vor allem nach dem Kriegseintritt der USA 1917) die Verbindung zu ihren ausländischen Zweigwerken. Aus diesem Grund teilten sich einige renommierte Unternehmen in ein deutsches und ein amerikanisches Unternehmen. Dies traf auf den traditionellen Händler und Hersteller von Chemikalien, Merck in Darmstadt zu oder auf den Spezialisten für Gerbereichemikalien Röhm, der später das Plexiglas entwickelt hatte.
Auf der anderen Seite zwang der Mangel aufgrund der Blockade und der Umstellung auf Kriegsproduktion Deutschland, für viele Zwecke auf synthetische Ersatzprodukte zurückzugreifen. Das gilt etwa für Gewürze, die durch von der chemischen Industrie hergestellte Aromastoffe auf geeignetem Trägermaterial ersetzt wurden. So gab es Ersatzpfeffer, der synthetisches Piperin auf gemahlenen Haselnussschalen war.
Der Krieg veranlasste Chemiker auch dazu, sogenannte Kampfgase zu entwickeln und einzusetzen. Führend dabei war Fritz Haber.
Teilweise profitierte die chemische Industrie stark von der Produktion kriegswichtiger Materialien wie Salpetersäure und Sprengstoffen sowie Kampfgasen und Filter für Gasmasken.

## Chemische Industrie seit dem Ersten Weltkrieg
Nach dem Ersten Weltkrieg verlagerte sich der Schwerpunkt der industriellen chemischen Entwicklung aus Deutschland mehr nach Frankreich und in die USA.

### Polymerchemie
Ein Pionier der Polymerchemie, von damaligen Chemikern oft geringschätzig als „Schmierenchemie“ bezeichnet, ist Hermann Staudinger, der die theoretische Grundlage für diesen Zweig legte.
In den 1930er-Jahren wurden die ersten vollsynthetischen Kunststoffe entwickelt und in die industrielle Produktion gebracht: PVC, Polyvinylacetat, Nylon, Perlon und dazu kautschukartige Massen (Buna).
Den ganz großen Aufschwung erlebte die Herstellung und Verwendung von Polymeren (Kunststoffen) bald nach dem Zweiten Weltkrieg, als im Laufe der Jahre eine unübersehbare Vielfalt von Kunststoffen mit unterschiedlichsten Eigenschaften und für die unterschiedlichsten Anwendungen geschaffen wurden.

### Synthetischer Treibstoff
Besonders das aufrüstende nationalsozialistische Deutschland hatte großes Interesse an synthetischem Motortreibstoff für seine Armee. Da Deutschland nur geringe Erdölvorkommen aufzuweisen hatte, hingegen riesige Mengen Kohle, wurde die Erzeugung von Motortreibstoff aus Steinkohle vorangetrieben. Das Ergebnis sind die Fischer-Tropsch-Synthese und das Bergius-Pier-Verfahren.
Damit erlangt die Chemie am Vorabend eines weiteren Krieges wieder strategische Bedeutung, was auch auf den synthetischen Kautschuk zutrifft, der zunächst vor allem für Reifen von Militärfahrzeugen gebraucht wurde.

### Insektizide und Bakterizide
Ganz besondere Bedeutung nimmt der Kampf gegen krankheitsverursachende Mikroben und gegen Schädlinge an, da er sowohl die Landwirtschaft als auch die Medizin tiefgreifend und nachhaltig beeinflusst. Gerade auf diesem Gebiet betreibt die chemische Industrie einen enormen Aufwand in der Entwicklung, fährt aber auch die höchsten Gewinne ein.
Mit der Entwicklung und Produktion von DDT Dichlordiphenyltrichlorethan ab Anfang der 1940er Jahre träumte man von einer völligen Beseitigung der Malaria durch totale Ausrottung der sie übertragenden Mücken. Im Laufe der folgenden 20 bis 30 Jahre werden immer neue, noch speziellere Insektizide entwickelt und auf den Markt gebracht. Ab etwa 1970 kommt die Ernüchterung: Die Schädlinge entwickeln Resistenzen, die schwer abbaubaren Insektengifte reichern sich in der Nahrungskette an und bringen die Lebewesen am Ende der Kette wie Greifvögel in die Gefahr der Ausrottung. Neben der Umweltverschmutzung durch Chemiewerke sind die Nebenwirkungen der Insektizide und anderer Landwirtschaftschemikalien ein wesentlicher Grund für das Erstarken einer gegen die Anwendung von synthetischen Chemikalien gerichteten Umweltbewegung und den Erlass eines DDT-Gesetzes, das Produktion, Handel und Anwendung von DDT verbietet.
Mit den Sulfonamiden kommt aus den Laboratorien der Arzneimittelentwickler eine Gruppe von potenten Medikamenten gegen Bakterieninfektionen verschiedener Art. Der erste Vertreter dieser Gruppe war 1935 Prontosil, das ursprünglich als Textilfärbemittel verwendet wurde. Auch hier wird den Mitteln aus der Retorte mehr zugetraut, als sie schließlich halten können. Es sind zwar wirksame Medikamente, aber alles können auch sie nicht leisten, vor allem gegen Vireninfektionen sind sie wirkungslos.

## Die Entwicklung chemischer Theorien

### Das Massenwirkungsgesetz
Das Massenwirkungsgesetz, von Cato Maximilian Guldberg und Peter Waage im Jahr 1864 formuliert, beschreibt das Verhältnis von Ausgangsstoffen zu Produkten im chemischen Gleichgewicht. Die Anwendung dieser Gesetzmäßigkeit ermöglichte in vielen technisch genutzten Reaktionen eine bessere Ausnutzung des kostspieligeren Ausgangsstoffes durch Einsatz eines Überschusses des billigeren Ausgangsstoffes.

### Chemische Kinetik
In der Kinetik werden die Gesetzmäßigkeiten behandelt, die sich mit der Geschwindigkeit von Reaktionen befassen. Dazu gehört auch das Studium der Wirkung von Katalysatoren, wofür, neben seinen Arbeiten zur Kinetik, Wilhelm Ostwald 1909 den Nobelpreis erhielt.

### Bindungstheorien
Walter Kossel (1915) und Gilbert Newton Lewis (1916) formulierten ihre Oktettregel, wonach Atome anstreben, acht Außenelektronen zu erlangen. Bindungen zwischen Ionen wurden auf elektrostatische Anziehung zurückgeführt, Atommodelle flossen in Form von theoretischen Berechnungen von Bindungskräften usw. in die Bindungstheorien ein.

### Atommodelle
Eng mit der Chemie verbunden ist die Entwicklung von Atommodellen, welches Sachgebiet streng genommen zur Physik zu rechnen ist. Neue Atommodelle haben jedoch stets der theoretischen Chemie neue Impulse gegeben.
Heute sind die Atommodelle mathematisch so weit entwickelt, dass durch sehr komplexe Berechnungen am Computer die Eigenschaften von Verbindungen über die Verteilung der Elektronendichte sehr genau vorausgesagt werden können.

## Die Entwicklung der Analysentechnik
Neue Erkenntnisse und neue Verfahren in der Chemie hängen stets mit Verbesserungen der Analysetechnik zusammen. Darüber hinaus werden chemische Analyseverfahren – nasschemische Nachweisreaktionen sowie später die instrumentelle Analytik – etwa seit Mitte des 19. Jahrhunderts mehr und mehr in anderen Disziplinen von Wissenschaft und Technik eingesetzt. Ein in der ersten Hälfte des 20. Jahrhunderts verbreitetes Lehrwerk der analytischen Chemie war das von Frederick Pearson Treadwell Zu Beginn des 21. Jahrhunderts wird chemische Analysentechnik routinemäßig zur Qualitätssicherung in zahlreichen Produktionsverfahren, auch solchen die nicht chemischer Natur sind, eingesetzt. Außerdem spielt die Bestimmung der chemischen Zusammensetzung in Wissenschaften wie Geologie, Archäologie, Medizin, Biologie und vielen anderen eine bedeutende Rolle zum Erkenntnisgewinn.
Im Bereich der Verbrechensaufklärung begannen chemische Analysen in der ersten Hälfte des 19. Jahrhunderts zum Nachweis von Vergiftungen eine Rolle zu spielen. Als Pionierleistung ist diesbezüglich die Marsh'sche Probe als Nachweisreaktion für Arsen zu nennen.

### Qualitative Analyse
Die qualitative Analyse soll die Frage beantworten: Was ist drin?. Solche Fragestellungen gibt es vor allem in der Erzverhüttung seit Anbeginn, und dort finden sich auch schon sehr früh Anfänge einer Analysentechnik unter der Bezeichnung „Probierkunst“.

#### Lötrohranalysen
Das Lötrohr wurde seit dem 17. Jahrhundert zunehmend präziser verwendet, um mittels Flammenfärbung und Niederschlägen auf Holzkohle Mineralien zu identifizieren und ihren Metallgehalt abzuschätzen. Hochburg dieser der Metallurgie zuzuordnenden Analysentechnik war Freiberg mit seinem reichen Erzbergbau.

#### Nasschemische Verfahren
Intensiv in Gang kamen nasschemische Verfahren im Laufe des 19. Jahrhunderts. Dabei werden im Bereich der anorganischen Analyse die in der Probe enthaltenen Elemente durch systematisches Fällen im Kationentrenngang und durch geeignete Farbreaktionen nachgewiesen. Entsprechende Verfahren wurden für Anionen entwickelt.
Die qualitative Analyse von organischen Substanzen erforderte im Bereich der Farbreaktionen besonders viel Erfahrung, da viele Substanzen ähnliche Farbreaktionen ergaben. Die Verfahren konnten durch die Weiterentwicklung der Laborgeräte und durch immer reinere Reagenzien immer empfindlicher gemacht werden, sodass sowohl die Größe der notwendigen Probenmengen immer kleiner wurde, als auch die nachweisbare Konzentration weiter und weiter sank.

#### Physikalische Verfahren
Schon in den Anfängen der Probierkunst wurden physikalische Verfahren (Flammenfärbung) zur Identifizierung von Elementen eingesetzt. Mit dem Ausbau spektroskopischer Methoden im Bereich der ultravioletten, der sichtbaren, der infraroten und der Röntgenstrahlung wurde die Identifizierung von Substanzen immer sicherer, exakter und auch schneller. Hier lassen sich qualitative und quantitative Bestimmungen miteinander kombinieren, ebenso wie bei chromatographischen Verfahren.

### Quantitative Analyse
Erst durch den Einsatz präziser Messinstrumente (vor allem Waagen) und quantitativer analytischer Methoden konnte sich seit dem 17. und 18. Jahrhundert aus der Alchemie die Chemie als Naturwissenschaft entwickeln. Fortschritte in der Genauigkeit und Empfindlichkeit von quantitativen Analysen mit dem Ziel genauester Gehaltsangaben sind daher stets mit einer Weiterentwicklung von Geräten zur Messung von Masse und Volumen verbunden. Dies führte oft zu Entdeckungen neuer chemischer Elementen, Verbindungen und Reaktionen.

#### Gravimetrie
Die Gravimetrie, also die Mengenbestimmung mit einer empfindlichen Waage, kann wohl als die Analysemethode des 19. Jahrhunderts angesprochen werden. Dabei wurde nach zuverlässigen Reaktionen gesucht, in denen die Menge der Produkte nicht nur theoretisch, sondern auch praktisch in einem eindeutigen Verhältnis zum zu bestimmenden Ausgangsstoff steht. Ein klassisches Beispiel für dieses Verfahren ist die Bestimmung des Chloridgehaltes durch Fällen mit Silbernitrat und Wiegen des getrockneten Niederschlages von Silberchlorid. Auch bei der Elementaranalyse spielt Gravimetrie eine wichtige Rolle, z. B. mit Hilfe des von Liebig entwickelten Fünf-Kugel-Apparates.
Gravimetrische Verfahren sind umständlich und langsam, wenn auch sehr genau. Das nach der Fällungsreaktion notwendige Filtrieren, Auswaschen und Trocknen dauerte, je nach Substanz, Stunden bis Tage. Daher suchte man nach schnelleren Verfahren, die besonders in der Qualitätskontrolle einer industriellen Chemieproduktion sehr gesucht sind.
Mit der Elektrogravimetrie wurde das Verfahren der Elektrolyse ab etwa dem Beginn des 20. Jahrhunderts als Verfahren zur sauberen Abtrennung von Metallen aus den Lösungen ihrer Ionen, die anschließend gewogen wurden, eingeführt.

#### Volumetrie
Die Gravimetrie erlaubte sehr genaue Analyseresultate, war jedoch in der Durchführung zeitraubend und aufwendig. Im Zuge der aufblühenden chemischen Industrie wuchs die Nachfrage nach schnelleren und dennoch genauen Analysemethoden. Die Messung des Volumens einer Reagenzlösung bekannten Gehaltes (Maßlösung) konnte vielfach eine gravimetrische Bestimmung ersetzen. Bei einer solchen Titration muss der zu bestimmende Stoff schnell und in eindeutiger Weise mit der Maßlösung reagieren. Das Ende der Reaktion muss erkennbar sein. Hierzu verwendet man häufig Farbindikatoren. Die Waage kam jetzt nur noch bei der Herstellung der Maßlösung zum Einsatz.
Solche volumetrischen (titrimetrischen) Verfahren kamen bereits gegen Ende des 18. Jahrhunderts auf. Sie entwickelten sich aus halbquantitativen Probiermethoden beispielsweise zur Gütebestimmung von Weinessig. Hierbei gab man zu einer abgemessenen Essigprobe solange Sodapulver hinzu, bis kein erneutes Aufschäumen (Kohlendioxidbildung) mehr auftrat. Je mehr Soda verbraucht wurde, desto besser war der Essig. Eines der ersten sehr genauen Titrationsverfahren war die Chloridbestimmung nach Gay-Lussac (Klarpunkttitration mit Silbernitratlösung). Weitere Verbreitung fanden Titrationen, als entscheidende praktische Verbesserungen vorgenommen wurden. So ermöglichte die Bürette mit Quetschhahn nach Mohr eine leichte und genaue Dosierung der Maßlösung. Im Laufe des 19. und 20. Jahrhunderts wurden viele unterschiedliche Reaktionstypen für die Titration nutzbar gemacht. Hierzu gehörten neben den schon länger bekannten Fällungs- und Säure-Base-Titrationen auch Redox- und Komplextitrationen.

#### Chromatographische Methoden
Der russische Botaniker Michail Semjonowitsch Zwet berichtete 1903, dass sich gelöste Stoffe durch Durchfließen einer mit einem Adsorptionsmittel gefüllten Säule trennen lassen. Das Verfahren fand erst in den 1930er-Jahren vermehrt Beachtung, führte dann aber zu einer großen Zahl von Verfahren, die für qualitative und quantitative Bestimmungen von zahlreichen Substanzen aus Gemischen geeignet sind: Papierchromatographie, Gaschromatographie, Hochdruckflüssigchromatographie, Gelpermeationschromatographie, Dünnschichtchromatographie, Ionenaustauschchromatographie, Elektrophorese.
Solche Verfahren revolutionierten die Analyse von komplexen Gemischen. Oftmals war erst durch eine chromatographische Methode eine umfassende Analyse möglich. In allen Fällen beschleunigte und verbilligte die Chromatographie die Arbeit der analytischen Labors und machte dadurch eine erhebliche Ausweitung von Lebensmittelkontrollen und Dopingkontrollen sowie genauere Prozessüberwachung zahlreicher Produktionsprozesse als Routinemaßnahme erst praktisch möglich.
Einen weiteren Qualitätssprung bedeutete in der zweiten Hälfte des 20. Jahrhunderts die Kombination chromatographischer Trennverfahren mit spektroskopischen Identifizierungsverfahren wie Massenspektrometrie, Infrarotspektroskopie und anderen.

### Automatisierung von Analyseverfahren
Seit der Entwicklung der elektronischen Datenverarbeitung wurden Analyseverfahren mehr und mehr automatisiert. Dazu eigneten sich besonders volumetrische, spektroskopische und chromatographische Verfahren. Die Automatisierung führte zu einer wesentlichen Kapazitätsausweitung der Analysenlabors und zu einer Senkung der Kosten. Dies hatte zur Folge, dass zu Kontroll- und Überwachungszwecken mehr Analysen durchgeführt werden konnten. Die Automatisierung von Analyseverfahren hat sehr wesentlich dazu beigetragen, Lebensmittelkontrollen, Dopingkontrollen, klinische Blut- und Gewebeuntersuchungen usw. auszuweiten und zu einem alltäglichen Kontrollinstrument zu machen. Auch in der Forschung konnten wesentlich größere Probenserien analysiert werden und so sicherere Aussagen, beispielsweise über Abhängigkeiten von Wirkstoffgehalten in Pflanzen oder über mineralogische Zusammenhänge gemacht werden. Außerdem führte die Automatisierung durch präzisere Einhaltung von Bedingungen, besonders bei der Probenahme und Probenaufgabe, zu einer weiteren Verbesserung der Messgenauigkeit.

## Die Entwicklung der Laborausstattung

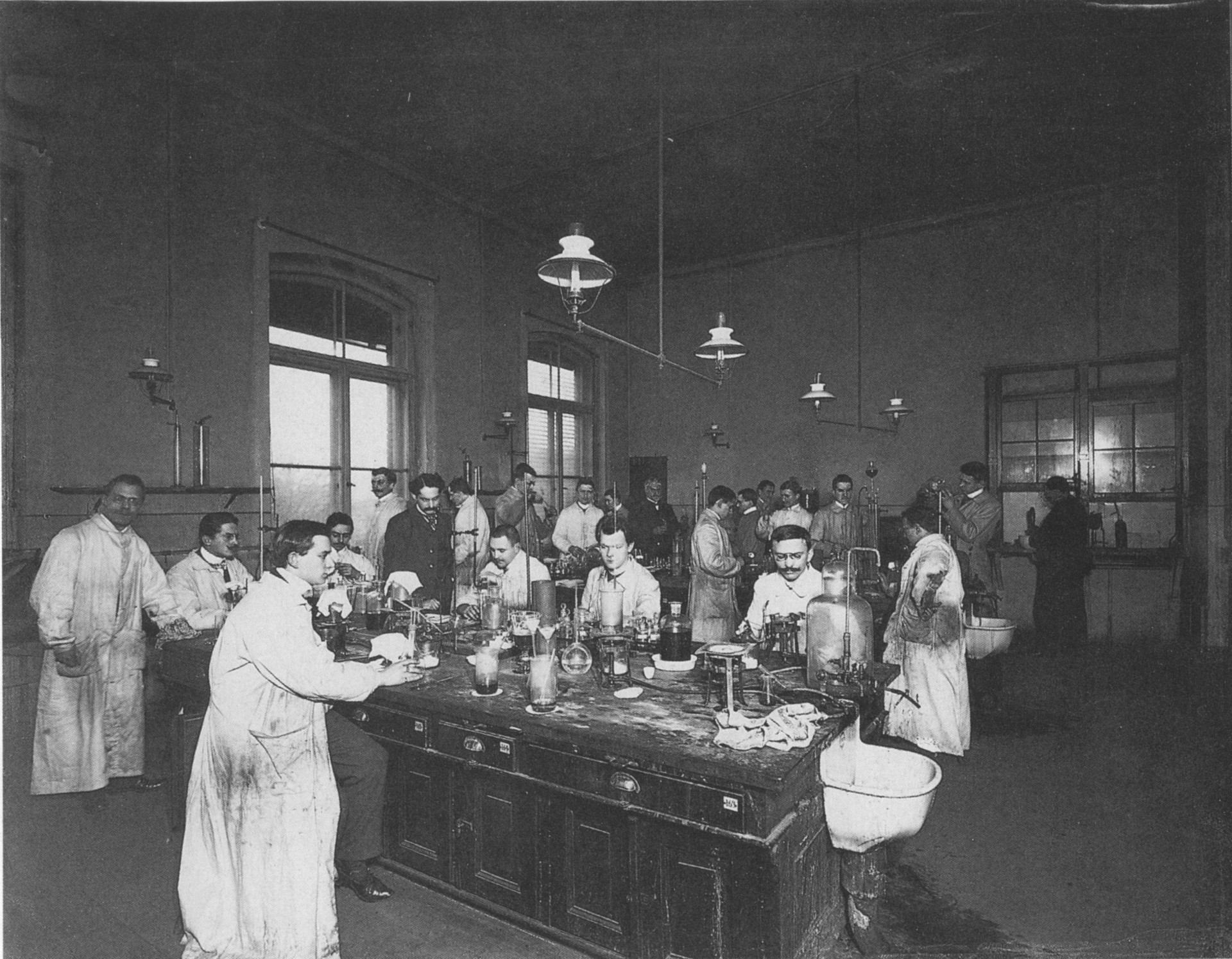
Labor des chemischen Institutes der Uni Leipzig (1906)

Sowohl für die Möglichkeiten der Analytik als auch für die Herstellung von Substanzen im kleinen Maßstab spielte die Ausstattung der Labors eine wichtige Rolle. Zunächst standen zum Erhitzen nur kleine Holzkohleöfen zur Verfügung, die schwierig zu regulieren und umständlich zu handhaben waren. Mit der Einführung von Leuchtgas in den Städten und der Erfindung des Bunsenbrenners stand eine unkomplizierte und leicht zu regulierende Möglichkeit zum Erhitzen zur Verfügung. Dazu spielt die Erfindung der Vulkanisierung von Kautschuk durch Charles Goodyear eine wichtige Rolle, da hierdurch Gummischläuche als flexible Gasleitungen zur Verfügung standen. Immer wieder ermöglichten gerade Entwicklungen der Chemie die Weiterentwicklung der Laborausstattung, was dann wiederum zu einem weiteren Fortschritt der Chemie führte. Einen weiteren Schritt hin zu exakter Temperaturführung sind die elektrischen Heizpilze und thermostatisierte Wasserbäder, die ihren bisherigen Höhepunkt in einer computergesteuerten Reaktionsführung mittels Thermosensoren und gesteuerter elektrischer Heizung finden.
Glasgeräte waren ursprünglich dickwandig und klobig. Dies war ein wesentlicher Grund, warum für Analysen große Materialmengen benötigt wurden. Mit der Einführung der Gasflamme in die Glasbläserei und mit der Weiterentwicklung von Zusammensetzung der Gläser konnten Laborgeräte immer kleiner, dünnwandiger und in komplexeren Formen hergestellt werden. Die so entstehende Vielfalt von aus der Praxis entwickelten Geräten half sehr wesentlich dabei mit, die Analysenmengen zu verringern und für die Herstellung von Substanzen immer komplexere Prozesse praktisch durchführen zu können. Durch Einführung des Normschliffes für Glasgeräte in der zweiten Hälfte des 20. Jahrhunderts wurden die mittlerweile industriell hergestellten Einzelteile problemlos gegeneinander austauschbar und erlaubten den Aufbau von sehr komplexen, spezialisierten Versuchsanordnungen mit geringem zeitlichen Aufwand.
Immer mehr fanden Kunststoffe Eingang ins chemische Labor und erleichterten die Arbeit. Waren unzerbrechliche, chemikalienbeständige Gefäße im 19. Jahrhundert noch aus mit Paraffin getränkter Pappe, bestehen viele moderne Laborgeräte aus Polyethylen, Polypropylen, Polystyrol, Polycarbonat und, für besonders gute Beständigkeit gegen Säuren und Laugen sowie mit sehr leicht zu reinigender Oberfläche aus Polytetrafluorethylen (Teflon). Die Einführung von leichten, kostengünstig herzustellenden Geräten aus Kunststoff führte zur immer häufigeren Verwendung von Einweg-Geräten. Dadurch wurde die Gefahr der Verunreinigung mit Resten von früherem Arbeiten ausgeschaltet und die Zuverlässigkeit und Empfindlichkeit von Analysen weiter in die Höhe getrieben.
Mit dem Einzug von elektrischen Geräten in die Technik ab dem Beginn des 20. Jahrhunderts profitierte auch das chemische Labor von elektrischen Rührern, Schüttlern, Mühlen, Pumpen usw., die die Arbeit wesentlich erleichterten. Ein nächster Schritt sind gesteuerte Geräte, die im zeitlichen Ablauf programmiert werden können. Dies machte eine persönliche Überwachung, vor allem von lang dauernden Prozessen mit Parameteränderungen, verzichtbar.

## Gesellschaftliche Reaktionen gegen das Eindringen der Chemie in jeden Bereich
Beginnend im 19. Jahrhundert wurde die Chemie ein immer bedeutenderer wirtschaftlicher und gesellschaftlicher Faktor. Die Rolle der Chemie, vor allem der Chemieindustrie, mit ihren Schattenseiten war immer wieder mit unterschiedlichen Schwerpunkten in der Diskussion. Auf der anderen Seite veränderte die Chemie durch neue Substanzen das äußere Erscheinungsbild von Menschen und Gebäuden, man denke etwa an Farben und Kunststoffe.

### Arbeitssicherheit
Die erste gesellschaftliche Reaktion betraf die in der Anfangszeit schlimmen Arbeitsbedingungen in der chemischen Industrie, die zu schweren Erkrankungen von Chemiearbeitern und Arbeiterinnen führten. Nicht immer war dies auf Gleichgültigkeit von Unternehmern zurückzuführen, meist waren die Gefahren durch die neuen Stoffe noch unbekannt. Gegen Ende des 19. Jahrhunderts wurden Vorschriften zur Arbeitssicherheit erlassen, die die Gefahren verminderten. Dazu gehörten auch regelmäßige ärztliche Untersuchungen. Mit der Einführung immer besser geschlossener Prozesse und immer besserer persönlicher Sicherheitsausrüstung in der Industrie verminderten sich die Risiken durch das Einatmen, Verschlucken oder die Aufnahme durch die Haut erheblich.
Ein zweites Risiko in der chemischen Industrie ist das Unfall- und Brandrisiko, das immer noch gegeben ist. Durch immer besseren vorbeugenden Brandschutz, zu dem das immer tiefere chemische Wissen erheblich beiträgt, durch immer besser ausgebildete und ausgerüstete Werkfeuerwehren mit immer mehr chemischem Wissen konnte das Risiko immer weiter gedrückt, aber nie ganz ausgeschaltet werden, wie spektakuläre Chemieunfälle in den letzten Jahren zeigen. Chemieunfälle wie das durch Cyanid ausgelöste Fischsterben in der Theiß oder der gar die rund 8000 Toten (weitere 20.000 an den Spätfolgen) von Bhopal führten ebenso wie andere Unfälle zu heftigen Diskussionen über die Risiken einer chemischen Industrie.

### Emissionen und Abfall
In der Anfangszeit der chemischen Industrie unterschätzte man das Potential der Umweltschädigung durch Abwässer und Emissionen mit der Abluft sehr stark. Der erste Schritt zu einer Verbesserung der Situation bestand in einer Erhöhung der Schornsteine, so dass sich die Schadstoffe über ein weiteres Gebiet in der Erdatmosphäre verteilen und so verdünnen konnten. Erst in der zweiten Hälfte des 20. Jahrhunderts begann allmählich ein Umdenken – nicht nur im Hinblick auf landwirtschaftlich ausgetragene Pestizide, privat emittierten Tabakrauch und überschüssige Waschmittel-Phosphate. Eine wachsende Umweltbewegung zwang die Industrie ab etwa 1970 zunehmend, Abwasser und Abluft zu reinigen und so die Schadstoff-Emissionen zu minimieren.

### Biobewegung
Nachdem die chemische Industrie als Heilsbringer in der Landwirtschaft bis in die Mitte des 20. Jahrhunderts hochgelobt wurde und auch beachtliche Erfolge zur Ertragssteigerung vorweisen konnte, bildete sich etwa ab 1970 eine zunächst immer stärker werdende Bewegung, die in der Gründung sogenannter grüner Parteien gipfelte. Diese Bewegung kämpfte gegen den immer stärker werdenden Anteil von synthetischen Substanzen der chemischen Industrie in der Landwirtschaft als Dünger, Wachstumsförderer, Tiermedikament, Schädlingsbekämpfungsmittel usw.
Die grüne Bewegung nahm sich auch der Nahrungsmittelherstellung an und prangerte nicht nur chemisch gestützte Pflanzen- und Tierproduktion an, sondern auch die Verwendung von künstlichen Stoffen als Bestandteile oder Zusatzmittel für Lebensmittel. Als Gegenreaktion großindustrielle Produktion in Landwirtschaft und Nahrungsmittelerzeugung mit starkem Einfluss chemischer Methoden und künstlicher Substanzen fordert die Ökobewegung eine Beachtung natürlicher Kreisläufe mit nur sanftem Eingriff des Menschen und den möglichst vollständigen Verzicht auf die Einbringung von künstlichen Substanzen in den biologischen Kreislauf. Eine entsprechende ressourcen- und umweltschonende Strömung in der Chemie trägt den Namen Grüne Chemie.

### Bücher
- Bernadette Bensaude-Vincent, Isabelle Stengers: A history of chemistry. Harvard University Press, 1996. (französisches Original La Decouverte 1993)
- William Hodson Brock: Viewegs Geschichte der Chemie. Vieweg, Wiesbaden 1997, ISBN 3-540-67033-5. (Originaltitel in Großbritannien: The Fontana History of Chemistry. 1992,  in den USA Norton History of Chemistry)
- Günther Bugge (Hrsg.): Das Buch Der Grossen Chemiker. Band 1, 2, Verlag Chemie, Weinheim 1974, ISBN 3-527-25021-2. (Reprint der Ausgabe im Verlag Chemie, Berlin, 2 Bände, 1929, 1930)
- Maurice Crosland: Historical studies in the language of chemistry. Harvard University Press, 1962, 1978.
- Michael Wächter: Kleine Entdeckungsgeschichte(n) der Chemie im Kontext von Zeitgeschichte und Naturwissenschaften, Verlag Königshausen und Neumann, Würzburg 2018, ISBN 978-3-8260-6510-1
- Kostas Gavroglu, Ana Simoes: Neither physics nor chemistry. A history of quantum chemistry. MIT Press, 2012.
- Arthur Greenberg: Twentieth Century-Science: Chemistry Decade by Decade. Facts on File, 2007.
- Arthur Greenberg: From Alchemy to Chemistry in Picture and Story. Wiley, 2007.
- Aaron J. Ihde: The development of modern chemistry. Harper and Row, New York 1964. (Dover 2012)
- Eberhard Schmauderer (Hrsg.): Der Chemiker im Wandel der Zeiten. Verlag Chemie, Weinheim 1973, ISBN 3-527-25518-4.
- Otto Krätz: 7000 Jahre Chemie. Alchemie, die schwarze Kunst – Schwarzpulver – Sprengstoffe – Teerchemie – Farben – Kunststoffe – Biochemie und mehr ; von den Anfängen im alten Orient bis zu den neuesten Entwicklungen im 20. Jahrhundert. Nikol, Hamburg 1999, ISBN 3-933203-20-1. (Erstausgabe als: Faszination Chemie. 7000 Jahre Lehre von Stoffen und Prozessen. Callwey, München 1990, ISBN 3-7667-0984-4)
- Keith J. Laidler:  The World of Physical Chemistry. Oxford University Press, 1993.
- Henry M. Leicester: The Historical Background of Chemistry. Wiley, 1956. (Dover 1971) (Archive)
- Henry M. Leicester, Herbert S. Klickstein: A Source Book in Chemistry 1400-1900. Harvard University Press, 1952. (4. Auflage 1968)
- Henry M. Leicester: A Source Book in Chemistry 1900–1950. Harvard University Press, 1968.
- Georg Lockemann: Geschichte der Chemie. Band 1 Vom Altertum bis zur Entdeckung des Sauerstoffs Walter de Gruyter & Co., Berlin 1950.
- Georg Lockemann: Geschichte der Chemie. Band 2 Von der Entdeckung des Sauerstoffs bis zur Gegenwart Walter de Gruyter & Co., Berlin 1955.
- Derek B. Lowe: Das Chemiebuch. Vom Schießpulver bis zum Graphen. 250 Meilensteine in der Geschichte der Chemie, Librero 2017 (englisches Original: The Chemistry Book, New York: Sterling Publ., 2016)
- Robert P. Multhauf: The Origins of Chemistry. Oldbourne, London 1966. (The Watts, New York 1967, 1993)
- Dieter Osteroth: Soda, Teer und Schwefelsäure: Der Weg zur Großchemie. Rowohlt, Reinbek bei Hamburg 1985.
- James Riddick Partington: A short history of chemistry. 3. Auflage. London / New York 1960.
- J. R. Partington: A History of Chemistry. MacMillan, 1970 (Volume 1), 1961 (Volume 2), 1962 (Volume 3), 1964 (Volume 4).
- Winfried R. Pötsch, Annelore Fischer, Wolfgang Müller: Lexikon bedeutender Chemiker. Unter Mitarbeit von Heinz Cassebaum. Bibliographisches Institut, Leipzig 1988, ISBN 3-323-00185-0.
- Claus Priesner: Illustrierte Geschichte der Chemie. Theiss, 2015.
- Ernst F. Schwenk: Sternstunden der Chemie. Von Johann Rudolph Glauber bis Justus von Liebig. Verlag C.H. Beck, München 1998, ISBN 3-406-42052-4.
- Günther Simon: Kleine Geschichte der Chemie. (= Praxis-Schriftenreihe, Abteilung Chemie. 35). Köln 1980.
- Irene Strube, Rüdiger Stolz, Horst Remane: Geschichte der Chemie: Ein Überblick von den Anfängen bis zur Gegenwart. DVW, Berlin 1986. (2. Aufl. ebenda 1988)
- Wilhelm Strube: Der historische Weg der Chemie. Band I: Von der Urzeit bis zur industriellen Revolution. 4. Auflage. Deutscher Verlag für Grundstoffindustrie, Leipzig 1984, DNB 850275016.
- Ferenc Szabadváry: Geschichte der analytischen Chemie. Vieweg, 1985.
- Wolfgang Schneider: Geschichte der Pharmazeutischen Chemie. Verlag Chemie, Weinheim 1972.
- Lucien F. Trueb: Die chemischen Elemente. Ein Streifzug durch das Periodensystem. S. Hirzel Verlag, Stuttgart 2005, ISBN 3-7776-1356-8.
- Mary Elvira Weeks: Discovery of the Elements. 6. Auflage. Verlag Journal of Chemical Education, 1956. (Archive)
- Helmut Werner: Geschichte der anorganischen Chemie. Die Entwicklung einer Wissenschaft in Deutschland von Döbereiner bis heute. Wiley-VCH, 2016, ISBN 978-3-527-33887-0.
- Jost Weyer: Geschichte der Chemie. Band 1: Altertum, Mittelalter, 16. bis 18. Jahrhundert. Springer Spektrum, Wiesbaden 2018. doi:10.1007/978-3-662-55798-3.
- Jost Weyer: Geschichte der Chemie Band 2 – 19. und 20. Jahrhundert. Springer Spektrum, Wiesbaden 2018. doi:10.1007/978-3-662-55802-7.
- Michael Wächter: Chemiegeschichte(n) im Unterricht: Historische Entdeckungen und Erkenntnisse – hier als fachdidaktische Hilfen für den Chemieunterricht – als Gratis-Download beim Bildungsserver mundo frei zugänglich über: https://mundo.schule/details/SODIX-0001008881

Ältere Literatur:
- Marcelin Berthelot: La chimie au moyen age. 4 Bände. Paris ab 1889.
- James Campbell Brown: A history of chemistry from the earliest times. 2. Auflage. Churchill, London 1920. (Archive)
- Eduard Färber: Die geschichtliche Entwicklung der Chemie. Springer, Berlin 1921. (Archive)
- Carl Graebe: Geschichte der organischen Chemie. Julius Springer, 1920.
- Hermann Kopp: Geschichte der Chemie. 4 Bände. Braunschweig 1843–1847. (Neudruck Hildesheim 1966)
- Hermann Kopp: Beiträge zur Geschichte der Chemie. Braunschweig 1869–1875.
- Edmund Oskar von Lippmann: Zeittafeln zur Geschichte der organischen Chemie. Springer, Berlin 1921.
- Ernst von Meyer: Die Geschichte der Chemie von den ältesten Zeiten bis zur Gegenwart. 1899. (3. Auflage 1914)
- Paul Walden: Geschichte der organischen Chemie seit 1880. Julius Springer, Berlin 1941. (Reprint 1990)
- Paul Walden: Maß, Zahl und Gewicht in der Chemie der Vergangenheit. Ein Kapitel aus der Vorgeschichte des sogenannten quantitativen Zeitalters der Chemie. (= Sammlung chemischer und chemisch-technischer Vorträge. Neue Folge, 8). Stuttgart 1931.
- Paul Walden: Chronologische Übersichtstabellen zur Geschichte der Chemie von den ältesten Zeiten bis zur Gegenwart. Berlin / Göttingen / Heidelberg 1952.
- H. Valentin: Geschichte der Pharmazie und Chemie in Form von Zeittafeln. Stuttgart 1950.

Zur Literatur über Alchemie siehe dort

### Aufsätze
- Edmund Oskar von Lippmann: Chemisches und Alchemisches aus Aristoteles. In: Archiv für Geschichte der Medizin. Band 2/3, 1910/1912, S. 234–300.
- Heinz A. Staab: Hundert Jahre organische Strukturchemie. In: Angew. Chem. 70, 1958, S. 37–41. doi:10.1002/ange.19580700202
- Jost Weyer: Hundert Jahre Stereochemie – Ein Rückblick auf die wichtigsten Entwicklungsphasen. In: Angew. Chem. 86, 1974, S. 604–611. doi:10.1002/ange.19740861702
- J. Weyer: Die Entwicklung der Chemie zu einer Wissenschaft zwischen 1540 und 1740. In: Berichte zur Wissenschaftsgeschichte. 1, 1/2, 1978 s. 113–121.
- Claus Priesner: Zur Geschichte der makromolekularen Chemie. In: Chemie in unserer Zeit. 13, 1979, S. 43–50. doi:10.1002/ciuz.19790130203